# Мурута (комуна)
Мурута — одна з комун провінції Каянза, на півночі Бурунді. Центр — однойменне містечко Мурута.